# Rosemarie Buikema
Rosemarie Lilian Buikema (31 juli 1956) is een Nederlandse literatuur- en cultuurwetenschapper. Ze is werkzaam als hoogleraar Kunst, Cultuur en Diversiteit aan de Universiteit Utrecht en leidt de onderzoeksgroep genderstudies aldaar.

## Studie en werk
Ze studeerde Nederlandse Taal- en Letterkunde aan de Rijksuniversiteit Groningen, met als bijvakken Geschiedenis van de Moderne Kunst en Vrouwenstudies. In 1995 promoveerde zij in de Algemene Literatuurwetenschap aan de Universiteit van Amsterdam op De Loden Venus. Biografieën van vijf beroemde vrouwen door hun dochters (Kampen, 1995). 
Sinds 1990 is zij eerst als universitair docent, daarna universitair hoofddocent en vanaf 2005 als hoogleraar verbonden aan de UU. Sinds 2005 leidt zij de Leerstoelgroep Genderstudies van de UU. Daarnaast is ze wetenschappelijk directeur van het Graduate Gender Programme en coördineert zij het UU-aandeel in de Erasmus Mundus Master double degree in Gender and Women's Studies in Europe. 

### Gastcolleges
Buikema heeft gastdocentschappen vervuld aan de University of the Western Cape, University of Cape Town en de Karelsuniversiteit te Praag.

## Publicaties
Buikema's publicaties bewegen zich op het grensvlak van diverse disciplines zoals literatuurwetenschap, vergelijkende cultuurwetenschap, postkoloniale studies en genderstudies. 
Zij publiceerde onder meer:
- Theories and Methodologies in Postgraduate Feminist Research: Researching Differently (London/New York, 2011) - met Nina Lykke en Gabriele Griffin
- Doing Gender in Media, Art and Culture (London, 2009)- met Iris van der Tuin
- From Boys to Men (Kaapstad, 2007) - met Tammy Shefer en Kopano Ratele
- Gender in Media, Kunst en Cultuur (Bussum, 2007) - met Iris van der Tuin
- Het Heilige Huis. De Gotieke Vertelling in de Nederlandse Literatuur (Amsterdam, 2006) - met Lies Wesseling
- Kunsten in Beweging 1980-2000 (Den Haag, 2004) - met Maaike Meijer
- Kunsten in Beweging 1900-1980 (Den Haag, 2003) - met Maaike Meijer
- Effectief Beeldvormen. Theorie, Analyse en Praktijk van Beeldvormingsprocessen (Assen, 1999) - met Anneke Smelik en Maaike Meijer
- Women's Studies and Culture: A Feminist Introduction to the Humanities (Londen, 1995) - met Anneke Smelik
- De Loden Venus. Biografieën van vijf beroemde vrouwen door hun dochters (Kampen, 1995)